# 535
535 (DXXXV) je bilo navadno leto, ki se je po julijanskem koledarju začelo na ponedeljek.

## Dogodki
- 13. maj – po smrti papeža Janez II. papež Agapit I. postane novi papež Rimskokatoliške cerkve

## Rojstva
- Al-Nabiga al-Dubijani, arabski pesnik († ok. 604)
- Teodebald, frankovski kralj Avstrazije († 555)
- Sigibert I., frankovski kralj Avstrazije († ok. 575)

## Smrti
- 30. april – Amalasunta, kraljica ostrogotskega Italskega kraljestva (* ok. 495)
- 8. maj – papež Janez II. (* 470)